# Gajusz Serwiliusz Tucca
Gajusz Serwiliusz Tucca – konsul rzymski w roku 284 p.n.e., drugim konsulem na ten rok był Lucius Caecilius Metellus Denter. Pochodził z patrycjuszowskiego rodu Serwiliuszy.